# Infra SILESIA

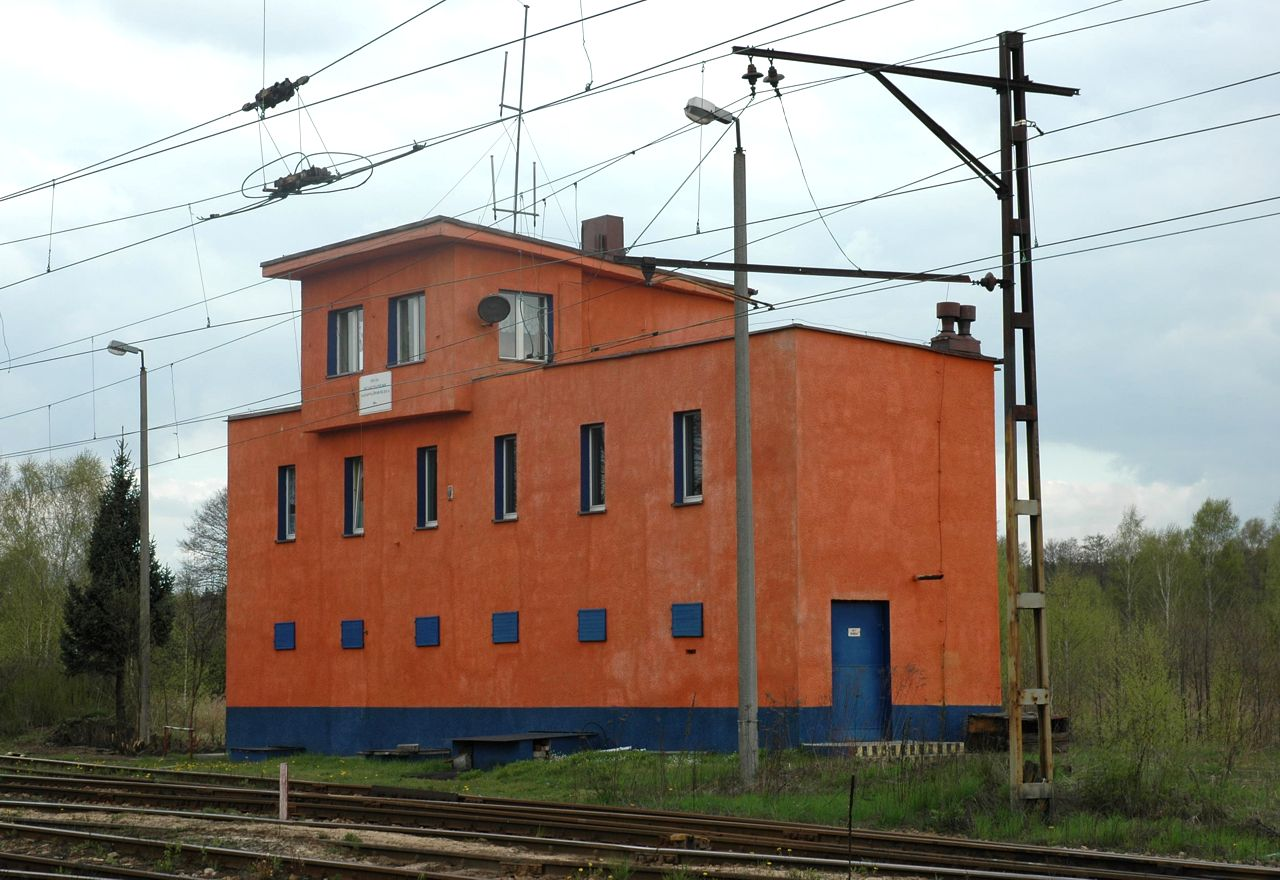
Stavědlo ve stanici Szczakowa Północ na síti Infra SILESIA

Infra SILESIA S.A., v letech 2009 až 2010 DB Infrastruktura S.A. (VKM: DBINF), po vzniku v roce 2009 také krátce PCC Rail Infrastruktura S.A., je polský provozovatel dráhy patřící do skupiny Deutsche Bahn. Sídlem společnosti je Rybnik.

## Historie
Společnost vznikla spojením firem PCC Śląskie Linie Kolejowe a PTK Infrastruktura, k čemuž došlo v rámci akvizice dopravce PTKiGK Rybnik společností PCC Rail. Původní firma PCC Śląskie Linie Kolejowe pak provozovala především takzvané pískové dráhy patřící dříve státnímu podniku Przedsiębiorstwo Materiałów Podsadzkowych Przemysłu Węglowego.

## Železniční síť společnosti
Společnost spravuje 125 km železničních tratí, které jsou částečně elektrizovány soustavou 3 kV DC. Část tratí je dvoukolejných. Celkově síť Infra SILESIA zahrnuje 374 km kolejí. Maximální rychlost na těchto tratích je 40 km/h.

## Dopravci na síti
Železniční síť Infra SILESIA využívají nejen kapitálově svázané společnosti ze skupiny Deutsche Bahn (např. DB Schenker Rail Polska, DB Schenker Rail Rybnik a DB Schenker Rail Zabrze), ale i firmy PKP Cargo, CTL Train, CTL Logistics, CTL Rail, LOTOS Kolej, Pol-Miedź Trans, Rail Polska a ITL Polska. Pravidelně jsou přitom provozovány pouze nákladní vlaky, příležitostně také osobní vlaky.